# Gnomidolon maculicorne
Gnomidolon maculicorne es una especie de escarabajo longicornio del género Gnomidolon, categorizada en la tribu Hexoplonini, de la subfamilia Cerambycinae. Fue descrita por Gounelle en 1909.

## Descripción
Mide 8,6-11,2 mm de longitud.

## Distribución
Se distribuye por Brasil y Guayana Francesa.